# Дара (Бузау)
Дара (рум. Dara) насеље је у Румунији у округу Бузау у општини Пиетроаселе. Oпштина се налази на надморској висини од 212 m.

## Становништво
Према подацима из 2002. године у насељу је живело 197 становника, од којих су сви румунске националности.